# Línea 504 (Tandil)
La línea 504, o Línea Verde (Tandil), pertenece al partido de Tandil, en la provincia argentina de Buenos Aires. Es operada por Transporte Villa Aguirre S.A.

## Recorrido
IDA:
- Cardiel; Av. Lunghi; Av. del Valle; Chacabuco; Pinto; Av. Santamarina - Av. Colón; Garibaldi; 11 de septiembre; Uriburu; Av. Balbín; Guatemala; Primera Junta; Peyrel; Col. Pugliese; Rotonda calle Rauch; Col. Macaya; Juárez; Ugalde; Vigil; Independencia; Nigro; Parada.

VUELTA:
- Independencia;Ijurco; San Francisco; A. Argentina; Darragueira; Rauch; Av. Balbín; Pellegrini; Roca; Mitre; Av. Santamarina; San Martín; 14 de julio; Av. del Valle; Alonso; Chienno; Av. Lunghi; J. M. de los Reyes; García.
- ALARGUES

Barrio La Unión por calle Nigro - LUNES A VIERNES: 08:00; 10:00; 12:00; 14:00; 17:00; 20:00. Y los días hábiles de ciclo escolar las salidas de hora 6:41. Y salida de cabecera Bo. 25 de mayo a las 6:55./ SÁBADO: 8:00; 12:00; 14:00; 17:00; 20:00. Y salida de cabecera Bo. 25 de mayo a las 06:55. DOMINGO: 10:00; 12:00; 14:00; 17:00; 20:00. ISFT N°75 Ida por Aeronáutica Argentina. Días hábiles de ciclo escolar 12:40.Escuela N° 25 El Molino por Chapaleofú. Días hábiles 07:36; 12:10; 16:30.